# 산티시마 안눈치아타 광장

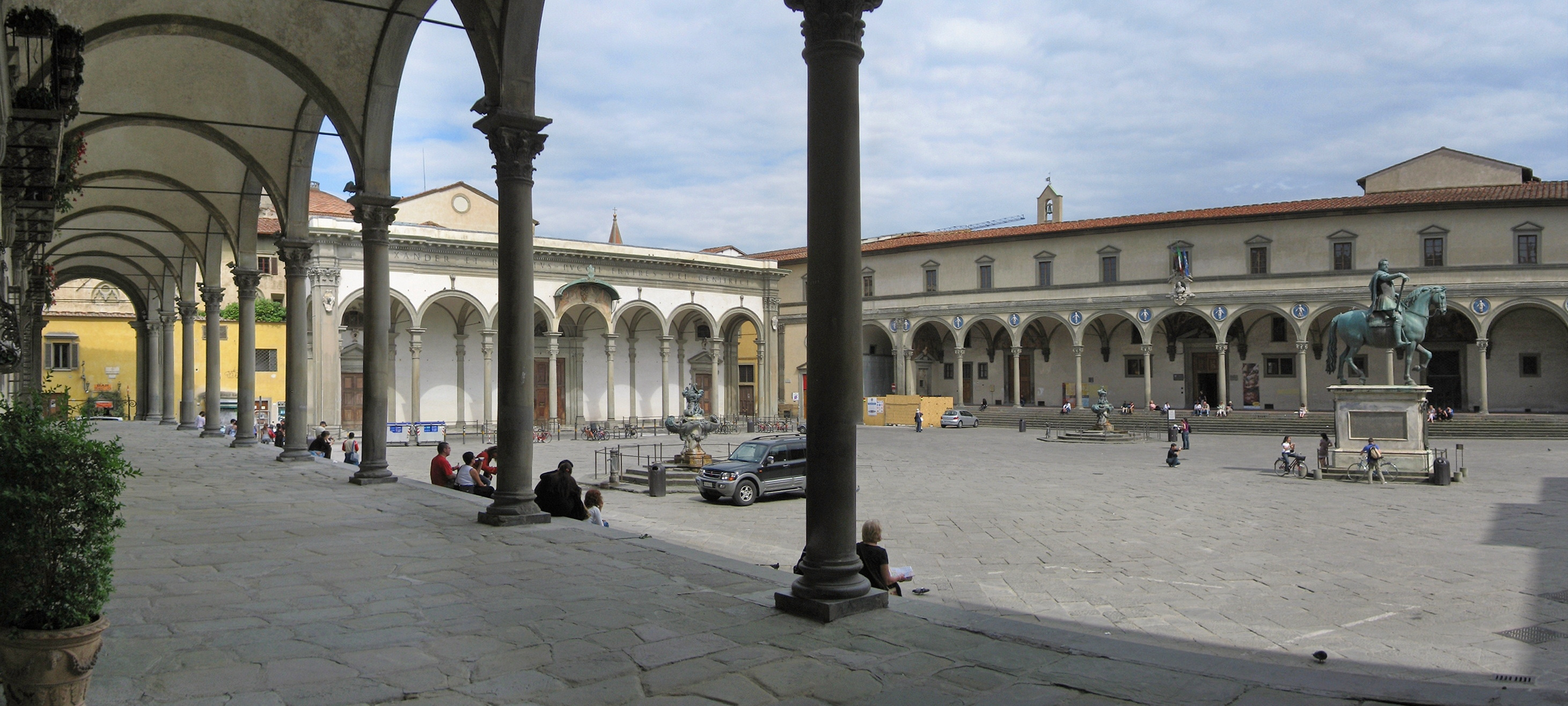
산티시마 안눈치아타 광장

산티시마 안눈치아타 광장(Piazza della Santissima Annunziata)는 이탈리아 피렌체에 있는 광장이다. 규칙적인 아치형 주랑으로 둘러싸여 있다. 르네상스 양식으로 지어졌다. 광장 정면에는 산티시마 안눈치아타 성당이, 오른쪽에는 유럽 최초의 고아원이 있다. 광장 안에는 쌍둥이 분수와 페르디난도 데 메디치 기마성이 있는데, 기마성 주변은 영화 냉정과 열정 사이의 촬영지이기도 하다.

## 광장 주변 건축물
- 부디니 가타이 궁전
- 로자 데이 세르비 디 마리아
- 피렌체 국립 고고학 박물관
- 오스페달레 델리 인노첸티
- 팔라초 델레 두에 폰타네